# Groupe ISAE
Groupe ISAE là một cơ sở giáo dục đào tạo công bậc đại học và trên đại học của Pháp có trụ sở tại Toulouse.
Groupe ISAE' tập hợp sáu trường lớn (grande école) chuyên đào tạo kỹ sư (ingénieur) tại Toulouse với mục đích tạo ra một trung tâm đào tạo đại học và nghiên cứu khoa học có tầm cỡ thế giới.
Những trường chuyên trong ngành hàng không và hàng không vũ trụ.

## Cơ cấu
Năm trường đại học thành viên của Groupe ISAE bao gồm:
- Institut supérieur de l'aéronautique et de l'espace
- École nationale supérieure de mécanique et d'aérotechnique[3]
- École supérieure des techniques aéronautiques et de construction automobile
- École de l'air et de l'espace
- Institut supérieur de mécanique de Paris
- Trường hàng không dân dụng quốc gia Pháp (École nationale de l'aviation civile - ENAC)[4]